# Memoriał Alfreda Smoczyka 1963
XIII Memoriał Alfreda Smoczyka odbył się 20 października 1963 r. Ponownie wygrał Henryk Żyto z leszczyńskiego klubu.

## Wyniki
20 października 1963 r. (niedziela), Stadion im. Alfreda Smoczyka (Leszno)
| Msc. | Zawodnik                | Klub                     | Pkt |            |  |
| ---- | ----------------------- | ------------------------ | --- | ---------- |  |
| 1    | (10) Henryk Żyto        | Unia Leszno              | 12  | (3,3,3,3)  |  |
| 2    | (9) Kazimierz Bentke    | Unia Leszno              | 10  | (3,3,2,2)  |  |
| 3    | (11) Antoni Woryna      | Górnik Rybnik            | 9   | (3,2,2,2)  |  |
| 4    | (4) Andrzej Wyglenda    | Górnik Rybnik            | 8   | (0,2,3,3)  |  |
| 5    | (5) Paweł Waloszek      | Śląsk Świętochłowice     | 8   | (2,2,3,1)  |  |
| 6    | (8) Florian Kapała      | Stal Rzeszów             | 7   | (1,2,3,1)  |  |
| 7    | (13) Jan Kusiak         | Unia Leszno              | 5   | (1,1,3,0)  |  |
| 8    | (12) Marian Spychała    | Stal Rzeszów             | 4   | (2,0,1,1)  |  |
| 9    | (2) Zenon Nowak         | Zgrzeblarki Zielona Góra | 4   | (1,ns,2,1) |  |
| 10   | (1) Zbigniew Flegel     | Zgrzeblarki Zielona Góra | 2   | (0,0,2,0)  |  |
| 11   | (3) Czesław Odrzywolski | Start Gniezno            | 1   | (1,0,u,u)  |  |
| 12   | (7) Stanisław Rurarz    | Włókniarz Częstochowa    | 1   | (1,0,0,0)  |  |
| 13   | (6) Mieczysław Mendyka  | Zgrzeblarki Zielona Góra | 1   | (-,-,d,1)  |  |
|      | (R1) Zdzisław Dobrucki  | Unia Leszno              | 5   | (2,3)      |  |